# くまちゃん (映画)
『くまちゃん』は、1992年製作、1993年4月24日公開の日本映画。
本作監督の小中和哉と脚本の小中千昭が学生時代に制作した数々の自主映画の中で生まれた「くまちゃん」と呼ばれる熊の縫いぐるみのキャラクターを使用して作った初の商業映画。小中千昭がこの作品の脚本を務め、兄弟で久々にコンビを組んだ。自主映画『地球に落ちてきたくま』のリメイクではなく、ストーリーは別物。

## キャスト
- 石室昭雄：草刈正雄
- 中尾桂：川合千春
- くまちゃん（声）：冨永みーな
- 川瀬弘美：風祭ゆき
- 斎藤真：上田耕一
- 小田切卓：曽我泰久
- 平田紗枝：藤井千夏
- 三鷹喜也：田口トモロヲ
- 下山和則：大杉漣
- 守屋紀一郎：サブ
- ジェイブの客：斉木しげる、岸加奈子、江戸はるみ

## スタッフ
- 監督：小中和哉
- 脚本：小中千昭
- 撮影：志賀葉一
- マペット美術：福田秋雄（ゼペット）
- オープニングアニメーション：大沢克哉
- 音楽：うさうさ（奈良橋敬也、小中千昭）
- 製作者：田中迪、佐藤博久、小中明子
- 企画：馬越勲、吉田久幸、小中和哉
- プロデューサー：加畑圭造、宮直樹、志田篤彦
- 製作：ポニーキャニオン、タカラ、こぐま兄弟舎

## 漫画
この映画を元にした漫画。2回目まで小中千昭が関わっている。くまちゃんを主人公とする児童向け作品となっている。
- 片桐澪 『くまちゃん』 集英社 〈りぼんマスコットコミックス〉、全7巻
  1. 1995年5月15日発売[3]、『りぼん』1994年1月号 - 1995年1月号、『りぼんオリジナル』1993年4月号 - 1994年12月号、『りぼん』1993年春のびっくり大増刊号 - 1994年秋のびっくり大増刊号、1994年冬休みおたのしみ増刊号 - 1995年冬休みおたのしみ増刊号、ISBN 4-08-853799-8
  2. 1996年6月19日発行、『りぼん』1995年2月号 - 1996年2月号、『りぼんオリジナル』1995年2月号 - 1996年2月号、『りぼん』1995年早春のびっくり大増刊号 - 1995年秋のびっくり大増刊号、1995年夏休みおたのしみ増刊号、1996年冬休みおたのしみ増刊号、ISBN 4-08-853864-1
  3. 1997年11月19日発行、『りぼん』1996年3月号 - 1997年3月号、『りぼんオリジナル』1996年4月号 - 1997年2月号、『りぼん』1996年早春のびっくり大増刊号 - 1997年早春のびっくり大増刊号、『りぼんティーンズ』1996年9月増刊号、『りぼん』1997年冬休みおたのしみ増刊号、ISBN 4-08-856048-5
  4. 1998年11月17日発行、『りぼん』1997年4月号 - 1998年4月号、1997年5月号別冊ふろく、『りぼんオリジナル』1997年4月号 - 1998年4月号、『りぼんティーンズ』1997年5月増刊号、1998年新春増刊号、『りぼん』1997年初夏のびっくり大増刊号、1997年夏休みおたのしみ大増刊号、1997年秋のびっくり大増刊号、ISBN 4-08-856112-0
    - MASK（『りぼん』1998年早春のびっくり大増刊号）

  5. 1999年12月12日発行、『りぼん』1998年5月号 - 1999年5月号、『りぼんオリジナル』1998年6月号 - 1999年4月号、『りぼん』1998年春のびっくり大増刊号 - 1999年春のびっくり大増刊号、1998年夏休みおたのしみ増刊号、1999年冬休みおたのしみ増刊号、ISBN 4-08-856183-X
  6. 2001年1月20日発行、『りぼん』1999年6月号 - 2000年7月号、『りぼんオリジナル』1999年6月号 - 2000年6月号、『りぼん』1999年初夏のびっくり大増刊号 - 2000年初夏のびっくり大増刊号、1999年夏休みおたのしみ増刊号、2000年冬休みおたのしみ増刊号、ISBN 4-08-856253-4
  7. 2002年4月20日発行、『りぼん』2000年8月号 - 2001年11月号、『りぼんオリジナル』2000年8月号 - 2001年10月号、『りぼん』2000年夏休みおたのしみ増刊号 - 2001年夏休みおたのしみ増刊号、2000年秋のびっくり大増刊号 - 2001年秋のびっくり大増刊号、ISBN 4-08-856368-9

### 単行本未収録作品
- くまちゃん（『りぼん』2001年12月号 - 2003年3月号、『りぼんオリジナル』2001年12月号 - 2003年2月号、『りぼん』2002年夏休みおたのしみ増刊号、2002年早春のびっくり大増刊号 - 	2002年初夏のびっくり大増刊号）